# Gametogamia
Gametogamia – typ rozmnażania płciowego polegający na łączeniu dwóch haploidalnych gamet i wytworzeniu zygoty. Jest to najbardziej rozpowszechniony typ rozmnażania w przyrodzie.
W zależności od morfologii gamet wyróżnia się dwa typy gametogamii:
- izogamia – łączenie się gamet niezróżnicowanych,
- anizogamia – łączenie się gamet zróżnicowanych na plemnik i komórkę jajową,

W zależności od ruchomości gamet wyróżnia się dwa typy gametogamii:
- planogamia – łączenie się gamet ruchomych pływek, czyli planospor,
- aplanogamia – łączenie się gamet nieruchomych czyli aplanospor